# Ackelia Smith
Ackelia Smith, född 5 februari 2002, är en jamaicansk längdhoppare och trestegshoppare.

## Karriär
Smith placerade sig på elfte plats i tresteg vid VM 2022 och på elfte plats i längdhopp vid VM 2023.